# Langeln (Holstein)
Langeln ist eine Gemeinde im Kreis Pinneberg in Schleswig-Holstein. Bodderbarg, Auf dem Bek, Langelner Heidkaten, Voßmoor und Hohenufer liegen im Gemeindegebiet.

## Geografie
Die Gemeinde liegt im Nordosten des Kreises Pinneberg, etwa fünf Kilometer östlich von Barmstedt. Die Krückau fließt durch das Gemeindegebiet.
Der Ort liegt auf der sandigen Geest. Die Landschaft wurde im Laufe der letzten Eiszeit geformt.
Nördlich des historischen Ortskerns liegen die Ortsteile Voßmoor und Heidkaten, westlich der Ortsteil Hohenufer.

## Geschichte
Funde aus der Bronzezeit zeigen, dass das Gebiet des heutigen Langelns schon vor der Zeitenwende besiedelt wurde.
Die erste urkundliche Erwähnung von Langeln datiert vom 30. November 1564.
In einer Kaufurkunde, mit der der Droste Hans Barner 1564 im Auftrag des Grafen Otto von Schauenburg-Pinneberg die Kirchspiele Barmstedt und Rellingen vom Hamburger Domkapitel für 6000 Lübsche Mark gekauft hatte, wurde u. a. die Beibehaltung der jährlichen Roggenlieferungen der ansässigen Untertanen, auch der Langelner, geregelt.

## Politik

### Gemeindevertretung
Bei der Kommunalwahl am 14. Mai 2023 wurden insgesamt neun Sitze vergeben. Diese fielen alle an die Bürgerliche Wählergemeinschaft Langeln. Die Wahlbeteiligung betrug 56,2 %.

### Wappen
Blasonierung: „Von einem schräglinks ansteigenden silbernen Wellenbalken und einem silbernen Linkspfahl in Grün, Blau, Grün und Rot geteilt. Oben rechts vier schwebende silberne Grabhügel, ein größer im rechten Obereck, drei kleinere entlang des Wellenbalkens, unten ein silberner Pflug.“
Die grüne Grundfarbe und der räderlose Pflug sollen die Landwirtschaft wiedergeben, die über Generationen und noch heute die Gestaltung des Dorfes beeinflusst und beeinflusst hat.
Der schräggestellte Wellenbalken weist auf die stark mäandrierende Krückau hin, die während der letzten Eiszeit entstand.
Der von oben nach unten gerichtete Balken stellt die im Auftrag des dänischen Königs 1832 erbaute Fernverkehrsstraße, die heutige Bundesstraße 4, dar.
Die vier Hügelgräber weisen auf eine frühe Besiedlung hin.
Die Farben blau, weiß und rot sollen die Zugehörigkeit zu Schleswig-Holstein wiedergeben.

### Partnerschaften
Es besteht eine Partnerschaft mit dem gleichnamigen Ort Langeln in Sachsen-Anhalt.

## Kultur und Sehenswürdigkeiten

### Kulturdenkmäler
Im Gemeindegebiet befinden sich zahlreiche Hügelgräber, die  die ihren Ursprung in der Bronzezeit haben (Gräberfeld von Langeln).

### Kultur
Zahlreiche Gruppen und Vereine gestalten das Dorfleben aktiv mit, u. a.: Freiwillige Feuerwehr, Ortsbauernverband, Jagdgemeinschaft, Sparklub Emsig, Bürgerliche Wählergemeinschaft BWG, Ortsverband der CDU, Krabbelgruppe, Frauenkreis, Langelner Senioren, Glaubensgesprächskreis.

### Sport
Im Jahr 2004 wurde ein neuer Fußballplatz in Betrieb genommen. Vor Ort gibt es keinen Sportverein (allerdings nahm 1949/50 ein Verein namens SC Langeln am Spielbetrieb teil, der jedoch Letzter der untersten Liga wurde und sich danach wieder zurückzog), daher werden die Angebote der Vereine in den Nachbargemeinden genutzt. Hierzu zählen insbesondere der TuS Hemdingen-Bilsen, der FC Heede, der BMTV Barmstedt sowie der SSV Rantzau Barmstedt.

### Regelmäßige Veranstaltungen
Das Langeln Open Air findet jährlich im Sommer (Juli/August) statt. Bands aus den Bereichen Punk, Rock und Heavy spielen fünfzehn Stunden live auf zwei Bühnen.

## Wirtschaft
Landwirtschaft: Orts- und Landschaftsbild werden von mehreren leistungsstarken landwirtschaftlichen Betrieben geprägt. Die Haltung von Milchvieh einschließlich Futterbau sowie der Anbau von Getreide und Raps dominieren. Mais wird vermehrt nicht nur als Futter angebaut, sondern in nahe gelegenen Biogasanlagen zur Energiegewinnung verwendet.
Weiterhin existieren im Ort mehrere Handwerks- sowie weitere Gewerbebetriebe.

### Verkehr und Infrastruktur
In Ost-West-Richtung verläuft die Landesstraße 75. Bei der Kreuzung „Zur Hoffnung“ überquert sie die Bundesstraße 4. Der Autobahnanschluss Quickborn (A 7) befindet sich in ungefähr 10 km und der Autobahnanschluss Tornesch (A 23) in ca. 14 km Entfernung. Wenige Kilometer nördlich in Richtung Bad Bramstedt soll die A 20 gebaut werden.
Der Flughafen Hamburg befindet sich in ca. 28 km Entfernung.
In der Gemeinde liegt der Haltepunkt Langeln (Holst) an der Bahnstrecke Elmshorn–Bad Oldesloe. Als die Strecke eröffnet wurde, gehörte der Bahnhof zu den ersten Stationen. 1973 wurde der Bahnhof aufgelassen, erst 2000 wurde 600 Meter östlich des ursprünglichen Standorts der heutige Haltepunkt eröffnet, nachdem die Strecke von Barmstedt bis Ulzburg wiedereröffnet wurde. Die Station verfügt über einen Seitenbahnsteig und wird in beiden Fahrtrichtungen regulär im 60-Minuten-Takt angefahren.

### Bildung
Kindergarten und Grundschule befinden sich in Hemdingen. Weiterführende Schulen werden überwiegend in Barmstedt besucht.